# 好色一代男
『好色一代男』（こうしょくいちだいおとこ）は、江戸時代前期、1682年（天和2年）に刊行された日本の文芸作品。井原西鶴の処女作であり、浮世草子の嚆矢とされる。享楽的な上方の大町人の家に生まれた男・「世之介」こと浮世之介が、7歳にして恋を知り、幾多の恋愛経験を経て、浮世の好色を尽くしたあと、60歳におよんで女護ヶ島に舟出するまでの54年間の生涯を描いた一代記。当時、仏教思想や儒教道徳から罪悪視されていた愛欲を、町人らしい生きた思想や感情で肯定的に描いた画期的作品と位置づけられる。
構成および主人公の設定は、『源氏物語』や『色道大鏡』からの影響を受けている。

## あらすじ
あらすじは『新版近世文学研究事典』に拠る。世之介の7歳から60歳に至る54年間を、1年1章ずつの形で表している。巻5以降は、実在の遊女の列伝的な体裁を取る。
巻1
京都の裕福な町人と高名な遊女の間に生まれた世之介は、7歳で侍女に戯れかけ、8歳で年上の従姉に恋文を送り、9歳には女の行水をのぞき見し、10歳で美少年を口説く。11歳で伏見の遊里で見出した浪人の娘を親元へ帰し、12歳で風呂屋の湯女、13歳で茶屋女と契る。
巻2
14歳で仁王堂の飛子と戯れ、15歳で京都の後家と契り、子どもができると逃げる。16歳で人妻に恋慕して手傷を負い、17歳で木辻の遊里に遊ぶ。18歳、若狭・若松に馴染み、うどん屋を開くが落魄。19歳、色好みを理由に勘当されて出家するが、長続きせず、20歳で大坂に戻って裏長屋の娘と結婚する。
世之介が15歳のときに生ませた子どもの世伝として、西鶴はのちに『諸艶大鑑（好色二代男）』を上梓している。
巻3
21歳で謡うたいとなって富豪楽阿弥に拾われ、22歳で九州に下り、23歳で大坂の蓮葉女にうつつを抜かす。24歳で大原の女と契り、25歳で佐渡に向かう途中の寺泊の遊女に戯れる。26歳で坂田へ出て、27歳で塩竃へ行き、舞姫を口説くが、その夫に片小鬢を剃られる。
巻4
28歳、信州追分で咎められて入牢。隣の牢の女と恋仲となる。29歳、女を連れて逃げる途中、女の親族と争って失神。女は死亡。30歳、かつての念友の家に泊まるが、女達の怨念に苦しめられる。31歳で奥女中の慰み相手となり、32歳で京都に上って色遊びを楽しみ、33歳で島原に行くが太鼓女郎にまで振られる。34歳、泉州佐野で船遊びの途中で遭難。父の死によって遺産を継ぎ、大々尽となる。
巻5
35歳、吉野太夫を妻とする。36歳で大津芝居を見学し、37歳で室津の遊女に心惹かれ、38歳で滝井山三郎と僧侶との恋を取り持ち、39歳で堺袋町、40歳で安芸宮島の遊里を見学。41歳、旧友と楽しみのない一夜を過ごす。
巻6
42歳、三笠と馴染む。43歳、夕霧と忍ぶ。44歳、藤波の一途な思いを知る。45歳には遊女の裏面を知り、46歳には初音の座配に感心し、47歳には吉田にやり込められる。48歳、2人の男を鮮やかにもてなす野秋に感心する。
巻7
49歳、高橋を愛し、50歳には京都中の末社を集めて豪遊。51歳、料簡の悪い遊女を懲らしめ、52歳で高尾太夫と忍び、53歳で和州と親しくなり、54歳で吾妻と契る。55歳の菊の節句には新町・島原と遊ぶ。
巻8
56歳、岩清水への厄神参りの夜宮に趣向を凝らし、57歳、小柴に逢う仕立物屋十蔵に同道、58歳で新町から島原へ移った吉崎の水揚を引受け、59歳には丸山で豪遊。60歳、ついに女護ヶ島へ船出する。

## 書誌
1682年（天和2年）、大坂の荒砥屋可心から大本8巻8冊で刊行された。版下は水田西吟、挿絵は西鶴筆とされる。各巻7章（8巻のみ5章）、各章本文2丁半、挿絵半丁という整った形式を持っている。この初刊本を上下裁断の上合本したものが国文学研究資料館に残る。上方ではこれを含め3種の版があり、また江戸版も3種が出版された。江戸版では菱川師宣が挿絵を手掛け、またこれと別に師宣の手になる絵本版も流通した。
現代では、校注付きの原文翻刻が多数出版されている。
以下、多くの現代語訳がある。
里見弴訳
- 現代語西鶴全集 1 好色一代男（春秋社 1931年）
- 世界文学選書 79 好色一代男（三笠書房 1952年）
- 日本国民文学全集 12 西鶴名作集（河出書房 1955年）
- 日本文学全集 9 西鶴名作集（河出書房新社 1961年）
- 国民の文学 13 西鶴名作集（河出書房新社 1963年）
- カラー版日本文学全集 6 西鶴・近松・芭蕉・蕪村・一茶・秋成（河出書房新社 1968年）
- 現代語訳日本の古典 17 井原西鶴集（河出書房新社 1971年）
  - 改装版（河出書房新社 1979年）

- 日本古典文庫 16 西鶴名作集（河出書房新社 1976年）
  - 新装版（河出書房新社 1988年）

暉峻康隆ほか訳
- 現代語訳国文学全集 20 西鶴名作集 上（非凡閣 1937年） - 石割松太郎共訳
- 好色一代男 (角川文庫 1956年）
- 日本古典文学全集 38 井原西鶴集1（小学館 1971年） - 東明雅共訳
  - 新編日本古典文学全集 66 井原西鶴集1（小学館 1996年） - 東明雅共訳

- 現代語訳西鶴全集 1 好色一代男（小学館 1976年）
- 完訳日本の古典 50 好色一代男（小学館 1986年）
- 小学館ライブラリー 現代語訳・西鶴 好色一代男（小学館 1992年）

後藤興善訳
- 現代語完訳 西鶴傑作集 1 好色一代男（星光書院 1948年）

吉井勇訳
- 現代語訳 西鶴好色全集 1 好色一代男（創元社 1952年）
- 現代語訳 好色一代男（岩波現代文庫 2015年）

麻生磯次訳
- 現代語訳西鶴全集 1 好色一代男・好色二代男（河出書房 1953年）
- 現代語訳日本古典文学全集 24 西鶴名作集（河出書房 1954年）
- 対訳西鶴全集 1 好色一代男（明治書院 1974年） - 富士昭雄共訳
- 古典日本文学 21 井原西鶴集 上（筑摩書房 1977年）

吉行淳之介訳
- 好色一代男（中央公論社 1981年）
  - 中公文庫 1984年
  - 吉行淳之介全集 17 好色五人女・好色一代男（講談社 1984年）
  - 吉行淳之介全集 10（新潮社 1998年）

中嶋隆訳
- 好色一代男（光文社古典新訳文庫 2023年）

島田雅彦訳
- 好色一代男
  - 日本文学全集11（河出書房新社 2015年）
  - 古典新訳コレクション（河出文庫 2023年）

### 外国語訳
- 1959年にRichard Laneが論文Saikaku and Boccaccio の中に断片訳を掲載[5]
- 1964年にKengi Hamada がThe life of an amorous manのタイトルでTuttleより刊（全訳ではない）[5]

## 評価
中嶋隆は、『好色一代男』が随所で古典をパロディ化している点に注目し、「主人公・世之介の好色遍歴は、俗世界を活動舞台にしていても、好色世界（俗）に堂上世界（雅）が重ね合わされて、そこに俳諧的笑いが生じる」と述べ、本作品を俳文と位置づけている。

## 関連作品

### 映画
映画『好色一代男』（こうしょくいちだいおとこ）は、1961年（昭和36年）3月21日に公開された日本映画。カラー、シネマスコープ（2.35:1）、92分。製作・配給：大映。監督：増村保造。主演：市川雷蔵。
封切り当時は成人映画のレイティングで公開された。

#### 出演（映画）
順は本作冒頭のクレジットタイトルに、役名は国立映画アーカイブに基づく。
- 世之助：市川雷蔵
- 夕霧太夫：若尾文子
- 吉野太夫：水谷良重
- お町：中村玉緒

- 月夜の利佐：船越英二
- 高尾太夫：近藤美恵子
- お杉：阿井美千子
- お園：浦路洋子
- 夢介：中村鴈治郎

- 荒岩大助：島田竜三
- 長次郎：中村豊
- 勘九郎：大辻伺郎
- 山の女：真城千都世
- 若い尼：中川弘子
- お梶：藤原礼子

- 但馬屋の支配人：見明凡太朗
- 網元徳蔵：嵐三右衛門
- 夢山：大山健二
- 陰間A：高倉一郎
- 見物人：水原浩一
- 揚屋の亭主：東良之助
- 公儀の役人：志摩靖彦
- 春日屋：菅井一郎

- 老僧：南部彰三
- 忠助：淺尾奥山
- 役人：原聖四郎
- 佐吉：伊達三郎
- 囚人頭：高村栄一
- 早六：大川修
- 茶店の婆：金剛麗子
- お滝：橘公子
- おゆう：滝花久子
- お銀：小柳圭子
- 坂田新九郎：高見國一

#### スタッフ（映画）
主要なスタッフのみ記す。監督を除く順および職掌はクレジットタイトルに基づく。
- 監督：増村保造

- 製作：永田雅一（クレジットなし[9]）
- 企画：鈴木炤成
- 原作：井原西鶴
- 脚本：白坂依志夫

- 撮影：村井博
- 録音：大角正夫
- 照明：岡本健一
- 美術：西岡善信
- 音楽：塚原哲夫
- 編集：菅沼完二
- 助監督：渡辺実